# Hilda Péter
Hilda Péter (n. 2 august 1978, Sfântu Gheorghe, județul Covasna) este o actriță română de film, scenă și voce.
Actrița a devenit cunoscută publicului larg datorită rolului jucat în filmul Katalin Varga, pentru care a primit mai multe premii de interpretare (UCIN 2009, Gopo 2010).

## Date biografice
Hilda a absolvit Liceul Mikes Kelemen din Sfântu Gheorghe, apoi a studiat dramaturgia în Târgu Mureș (1997-2001). După absolvirea facultății, activează ca actriță la Teatrul Tamási Áron din Sfântu Gheorghe (2001-2006) și apoi la Teatrul de Stat Maghiar din Cluj (din septembrie 2006).

## Filmografie[2]
- 2009 — Katalin Varga - rolul Katalin Varga - regia Peter Strickland[3]
- 2012 — Berberian Sound Studio - rolul unei participante la o audiție - regia Peter Strickland [4]
- 2012 — Box - rolul Cristina - regia Florin Șerban [5]